# Toby Regbo

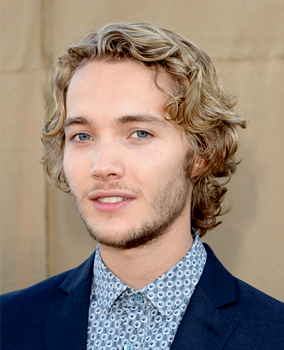

Toby Finn Regbo (nascido em 18 de Outubro de 1991) é um ator britânico que ficou conhecido por seus papéis como Francis II, rei da França, na série Reign, por seu papel como a versão jovem do personagem Nemo em Mr. Nobody, Aethelred, na série The Last Kingdom da BBC Two no Reino Unido, Tommaso Peruzzi em Medici e Jack Blackfriars em A Discovery of Witches. Toby Regbo já apareceu em diversos filmes como: A Ilha do Tesouro e Harry Potter, como também em programas de televisão e no teatro.Toby Regbo faz a voz de ‘Hythlodaeus’ em Final Fantasy XIV: Endwalker e 'Adrias Rhondarson' em DioField Chronicle.

## Início da vida
Toby Finn Regbo nasceu na cidade de Londres, Inglaterra. A família de seu pai é de origem norueguesa, sua mãe é britânica; seu avô materno foi um capitão de navio italiano e sua avó materma uma bailarina australiana. Seu sobrenome original não é Regbo, este é um nome inventado por um antepassado, escolhido para substituir o nome norueguês comum de Hanson, e Toby está relacionado com um total de mais ou menos vinte Regbos que existem no mundo.
Estudou na Latymer Upper School, em West London. Seu interesse em atuar começou com peças na escola; mais tarde, ele participou de Young Blood Theatre Company.

## Carreira
Regbo começou sua carreira de ator com um pequeno papel no filme de 2006 de televisão ITV, Sharpe's Challenge. Em 2007, ele encenou um espião adolescente americano Chad Turner em um episódio de spy-fi série de aventura da CBBC para crianças, M.I. High. Em 2009, ele interpretou Michael Walton em Stephen Poliakoff drama de época, Glorious 39.
Seu maior papel até hoje foi em um drama de ficção científica Mr. Nobody, que estreou em 2009. Ele desempenhou um personagem homônimo Nemo Nobody (em sua adolescência). Ele encenou o jovem Albus Dumbledore no filme Harry Potter and the Deathly Hallows – Part 1. Fez sua estréia nos palcos como Eliot em Tusk Tusk, uma peça de teatro de 2009 por Polly Stenham, no Royal Court Theatre em Londres. Regbo encenou James Sveck na versão cinematográfica do romance de Peter Cameron, Someday This Pain Will Be Useful to You, no verão de 2010 em Nova Iorque.

## Vida Pessoal
Toby era vegetariano (não consome nenhum tipo de carne animal) desde 2014, mas atualmente não é mais. Ele apoia o movimento feminista. Seus programas de televisão favoritos são Adventure Time, Bob's Burgers, The Marvelous Misadventures of Flapjack e Game of Thrones. Seu signo do zodíaco é libra. Toby tem um irmão materno mais novo chamado Louis, além de outros irmãos por parte de pai.Sua mãe e seu pai nunca foram casados. 
Em 2014, Toby iria estreiar o filme da Disney "Malévola" porém foi dispensado do papel. Após receber a notícia ele fez uma tatuagem com seus amigos mais próximos, a sua fica localizada no tornozelo.
Atualmente, Toby reside em Londres, capital da Inglaterra.

## Recepção da crítica

### Mr. Nobody (Sr. Ninguém)
O crítico de cinema Eric Lavallée listou Regbo como um de seus "Top 10 Novos Talentos" de 2009 do Festival Internacional de Cinema de Toronto. Ressalta que "o novato Toby Regbo pode fácilmente ser o personagem mais "vivo" em Mr. Nobody. Interpretando Nemo em seus 16 anos, o ator esteve em perfeita sintonia com Juno Temple - a história de amor única entre os dois personagens é o que faz o coração bater mais rápido durante o filme e retraram muoto melhor do que outros romances". O crítico da Variety's, Boyd van Hoeij elogia Regbo e Temple "Regbo, como Nemo adolescente, e Juno Temple, como Anna adolescente são impressionantes, trazendo as batalhas hormonais da adolescência de forma vívida".

### Tusk Tusk (Teatro)
Sua interpretação como Eliot em Tusk Tusk recebeu elogios de um amplo espectro de críticos de teatro. Michael Billington, do The Guardian o definiu como "um ator surpreendente". Robert Tanitch do Morning Star elogia Toby e sua colega de elenco Bel Powley por terem "performances impressionantes" e disse que Tusk Tusk lotaria os teatros por causa deles. Matt Wolf, escrevendo para o The New York Times, também teve muitos elogios para a dupla, concluindo: "...você ficará mais chocado com a atuação da Srta. Powley....,ou do Sr. Regbo, que possui uma habilidade assustadora de mudar sua expressão facial? É difícil dizer, mas uma coisa é clara: Tusk Tusk vai além de lágrimas em uma produção que vai além de qualquer elogio"

## Lista de créditos

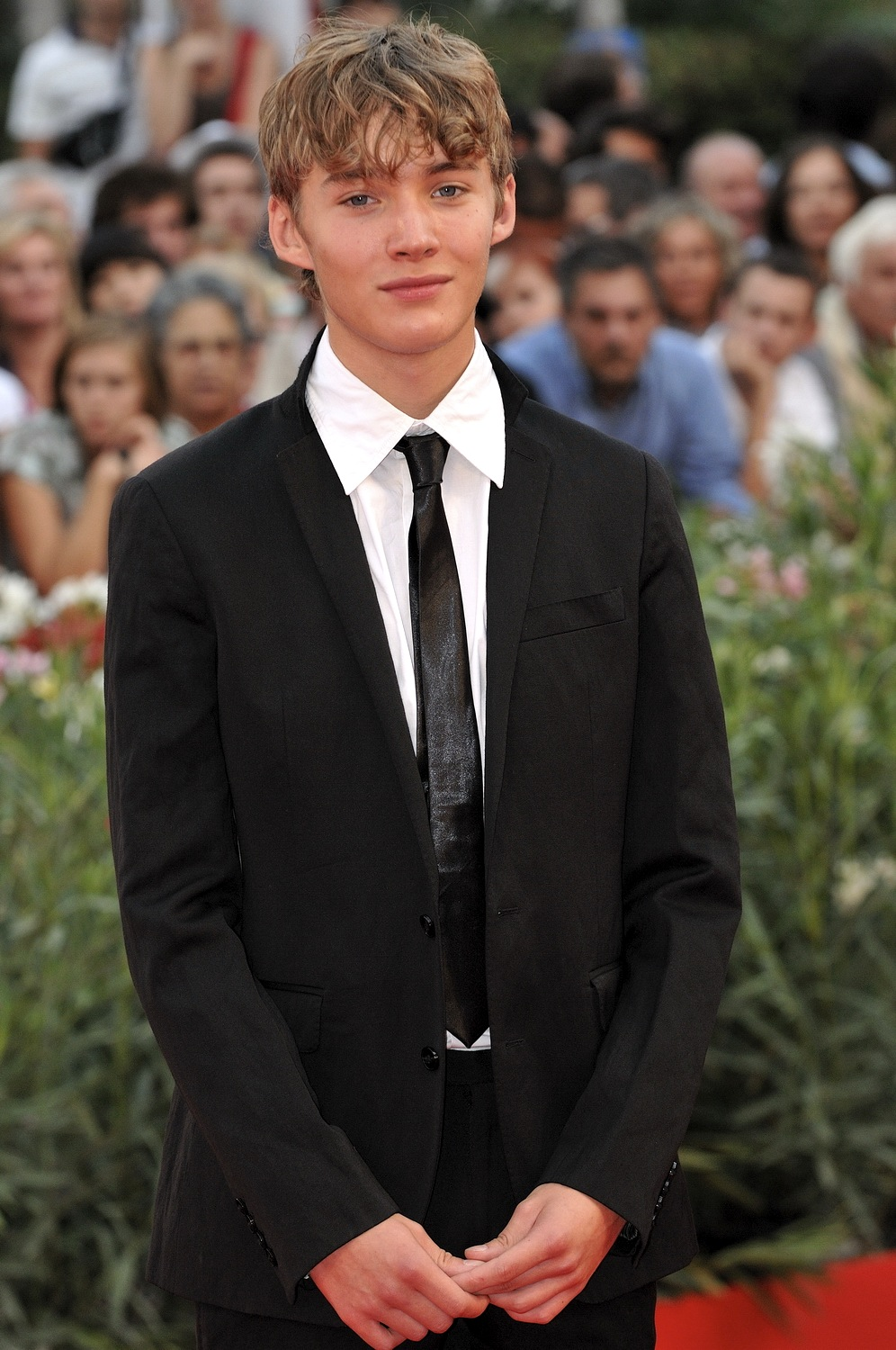
Regbo na estréia de Mr. Nobody no Festival de Veneza.

Cinema
| Ano  | Título                                        | Título em Português                            | Papel                   |
| ---- | --------------------------------------------- | ---------------------------------------------- | ----------------------- |
| 2009 | Mr. Nobody                                    | Sr. Ninguém                                    | Nemo (Jovem)            |
| 2009 | Glorious 39                                   |                                                | Michael Walton          |
| 2010 | Harry Potter and the Deathly Hallows - Part 1 | Harry Potter e as Relíquias da Morte - Parte 1 | Alvo Dumbledore (Jovem) |
| 2011 | One Day                                       | Um Dia                                         | Samuel Cope             |
| 2011 | Kiss & Cry                                    |                                                | Narrador                |
| 2012 | Someday This Pain Will Be Useful to You       | Um Dia Essa Dor Será Útil                      | James Sveck             |
| 2012 | Uwantme2killhim?                              |                                                | John                    |
| 2018 | Fantastic Beasts: The Crimes of Grindelwald   | Animais Fantásticos: Os crimes de Grindelwald  | Alvo Dumbledore (Jovem) |

Televisão
| Ano             | Título                      | Papel                     | Notas                                        |
| --------------- | --------------------------- | ------------------------- | -------------------------------------------- |
| 2006            | Sharpe's Challenge          | Ensign                    | Telefilme                                    |
| 2007            | M.I. High                   | Chad Turner               | Primeira temporada, episódio 6 "Super Blane" |
| 2011            | Treasure Island             | Jim Hawkins               | Segunda parte da mini-série                  |
| 2012            | The Town                    | Harry                     | Terceira parte da série                      |
| 2013–2015; 2017 | Reign                       | Francis Valois            | Elenco Principal                             |
| 2014            | Jeopardy!                   | Ele próprio               | Apresentador, episódio 30.161                |
| 2017–2020       | The Last Kingdom            | Aethelred                 | Elenco Regular, 15 episódios                 |
| 2019            | Medici: Masters of Florence | Tommaso Peruzzi           | 7 episódios                                  |
| 2022            | A Discovery of Witches      | Jack Blackfriars (adulto) | 7 episódios                                  |

Teatro
| Ano  | Título     | Papel      | Local                        |
| ---- | ---------- | ---------- | ---------------------------- |
| 2009 | Tusk Tusk  | Eliot      | Royal Court Theatre, Londres |
| 2009 | Market Boy | Market Boy | Edward Latymer Theatre       |

Curta-Metragens
| Ano  | Título           | Papel |
| ---- | ---------------- | ----- |
| 2014 | Heart of Nowhere | Luke  |

## Prêmios e Indicações
| Ano  | Prêmio                               | Categoria                                 | Papel | Resultado |
| ---- | ------------------------------------ | ----------------------------------------- | ----- | --------- |
| 2014 | Teen Choice Awards                   | Melhor ator revelalação na TV - Masculino | Reign | Indicado  |
| 2013 | Edinburgh International Film Festiva | Melhor performance em um filme Britânico  | John  | Venceu    |